# Lily Ann Martin
Lily Ann Martin es una guionista argentina de cine y televisión. Expareja del director y guionista Marcos Carnevale.

## Televisión
Guionista
- Amor mío (Telefe, 2005)
- B&B - Bella y Bestia (Telefe, 2008)
- Valientes (El Trece, 2009)
- Malparida (El Trece, 2010)
- Lobo (El Trece, 2012)
- Solamente vos (El Trece, 2013)
- Esperanza mía (El Trece, 2015)
- Loco por vos (Telefe, 2016)
- Kally's Mashup (Nickelodeon/Telefe, 2017)
- Simona (El Trece, 2018)
- Campanas en la noche (Telefe, 2019)
- Cuna de lobos (Televisa, 2019)
- La 1-5/18 (El Trece, 2021)
- Argentina, tierra de amor y venganza 2 (El Trece, 2023)

## Cine
Guionista
- Noche de ronda (1997)
- Erreway: 4 caminos (2004)
- Elsa y Fred (2005)
- Tocar el cielo (2007)
- Anita (2009)